# Octobre 1836

## Événements

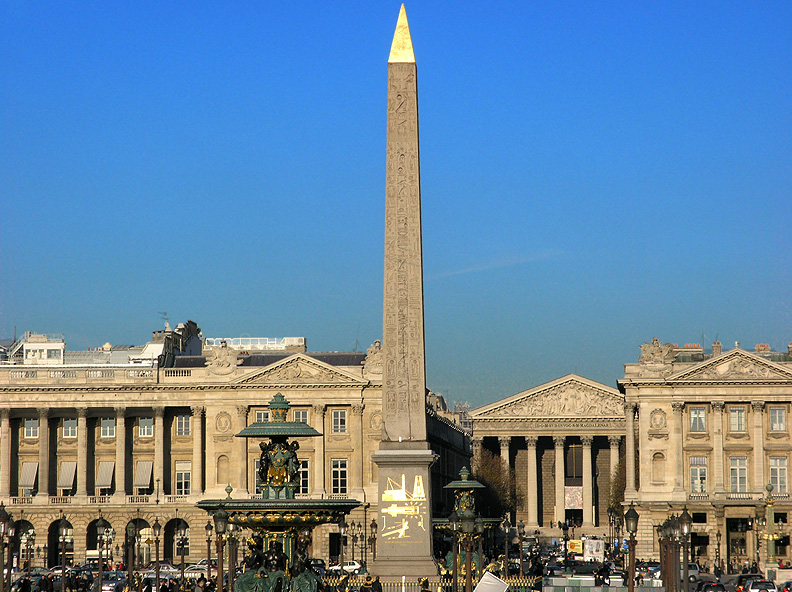
L'obélisque au centre de la place de la Concorde, à Paris.

- 17 octobre, France : libération de deux des anciens ministres de Charles X, Charles Ignace, comte de Peyronnet et Jean de Chantelauze. La mesure sera étendue le 23 novembre à Guernon-Ranville, tandis que la peine de Polignac sera commuée en 20 années de bannissement.

- 18 octobre, France : une commission pour lutter contre les contrefaçons de librairie à l'étranger est créée.

- 25 octobre :
  - Défaite des carlistes face à Ramon Maria Narvaez.
  - France : érection de l’obélisque de Louxor sur la place de la Concorde par l’ingénieur Apollinaire Lebas, en présence de Louis-Philippe.

- 28 octobre : décret de formation de la Confédération péruviano-bolivienne à l’initiative du maréchal Santa Cruz (1837-1839). Le Chili se sent menacé.

- 30 octobre : tentative de soulèvement de Strasbourg par le prince Louis-Napoléon Bonaparte. Il échoue et est banni aux États-Unis.

- 31 octobre : émeutes de Bristol au Royaume-Uni.

## Naissances
- 9 octobre : Joseph de Riquet de Caraman, diplomate et homme politique belge († 29 mars 1892).
- 15 octobre : Jacques-Joseph Tissot (James Tissot), peintre et graveur français († 8 août 1902).
- 28 octobre : Khalīl al-Khūrī, propriétaire de presse ottoman († 26 octobre 1907).

## Décès
- 6 octobre : Johannes Rienksz Jelgerhuis, peintre graveur et acteur néerlandais (° 24 septembre 1770).